# Casaralta (Bologna)
Casaralta è una zona di Bologna, legata urbanisticamente alla Bolognina, della quale è di fatto parte. È delimitata a ovest da via di Saliceto, a sud da via della Liberazione, a est da via Stalingrado e a nord dalla tangenziale di Bologna. L'asse stradale principale è via Ferrarese, attorno al quale si snodano le altre vie. 
Nel quartiere vi erano impiantate le Officine di Casaralta, che insieme al rione prendono il nome da una chiesa situata nei paraggi e documentata fin dal XII secolo, non più esistente e sostituita da una moderna.

## Storia

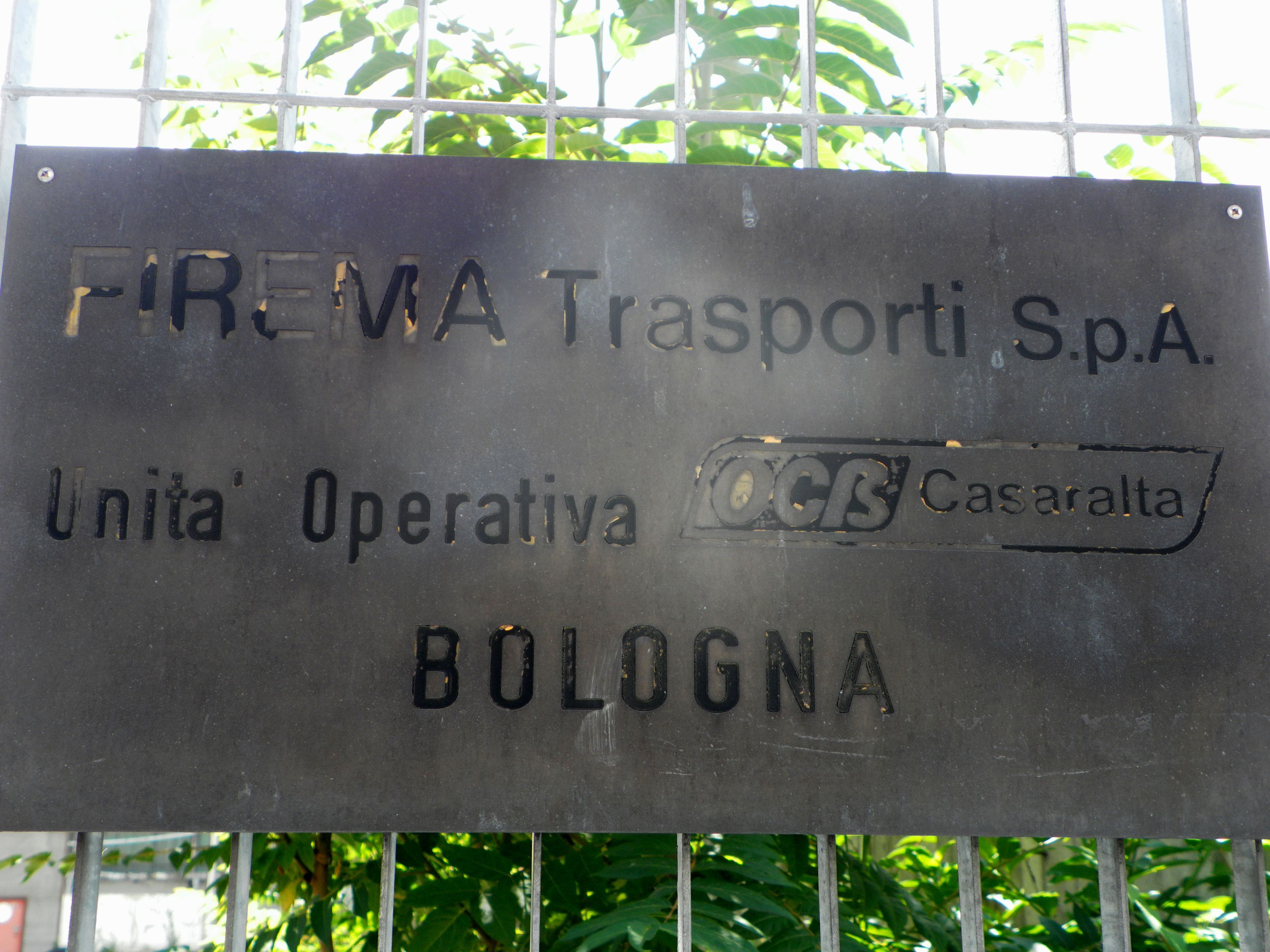
Vecchio cartello all’ingresso delle dismesse Officine di Casaralta.

Appare col nome di Casaralda nelle carte tra il XVI e il XVIII secolo, come centro abitato a sé stante della Bassa. Nel medioevo, attorno al XIII secolo, era presente un edificio religioso noto come Ecclesia S. Mariae de Casaraltola o de Caxaraltola. Tali denominazioni derivano dalla località di Ponte Realte, situata nel territorio di Sant'Egidio.
Tale sobborgo, caratterizzato da numerose ville signorili e case coloniche, era noto per ospitare una commenda dell'Ordine dei Frati Gaudenti. Fino alla vigilia della Seconda guerra mondiale, il sobborgo si componeva di un gruppo di caseggiati aggregati attorno alla via Ferrarese; nel corso del Novecento, si insediarono qui alcune grandi fabbriche.
Presso il convento dei Frati gaudenti venne ritrovata la cosiddetta pietra di Bologna che riporta il testo enigmatico Aelia Laelia Crispis. Nel 1876 il complesso venne trasformato in stabilimento militare.

## Società
Nella seconda metà del Novecento il quartiere aveva una forte identità operaia, per via della presenza industriale in questa zona. Successivamente essa è venuta progressivamente a dissolversi in seguito ai processi di deindustrializzazione e delocalizzazione degli stabilimenti produttivi.
Casaralta ospita una nutrita comunità cinese sin dagli anni Trenta del Novecento. A partire dagli anni '80 il fenomeno immigratorio è incrementato, caratterizzando l'area come la Chinatown bolognese, con numerosi ristoranti, negozi e attività imprenditoriali gestite dalla popolazione di origine cinese.